# Aubigné-sur-Layon
Aubigné-sur-Layon là một xã thuộc tỉnh Maine-et-Loire trong vùng Pays de la Loire tây nước Pháp. Xã này nằm ở khu vực có độ cao trung bình 446 mét trên mực nước biển.
Sông Layon tạo thành toàn bộ ranh giới phía bắc thị trấn.